# وستون (ويسكونسن)
وستون (بالإنجليزية: Weston, Wisconsin)‏ هي بلدة تقع في الولايات المتحدة في مقاطعة ماراثون. يقدر عدد سكانها بـ 14,868 نسمة ومساحتها 55.89 كم2 وترتفع عن سطح البحر 381 متر.

## التركيبة السكانية
قام مكتب تعداد الولايات المتحدة بتحديد بيانات التركيبة السكانية لوستون في تعداد الولايات المتحدة. في ما يلي، التركيبة السكانية حسب تعدادي 2000 و2010.

### تعداد عام 2000
بلغ عدد سكان وستون 12,079 نسمة بحسب تعداد عام 2000، وبلغ عدد الأسر 4,572 أسرة وعدد العائلات 3,214 عائلة مقيمة في القرية.
وتوزع التركيب العرقي للقرية بنسبة 93.11% من البيض و 0.02% من سكان جزر المحيط الهادئ و 0.32% من الأعراق الأخرى و 0.97% من عرقين مختلطين أو أكثر.
بلغ عدد الأسر 4,572 أسرة كانت نسبة 38.0% منها لديها أطفال تحت سن الثامنة عشر تعيش معهم، وبلغت نسبة الأزواج القاطنين مع بعضهم البعض 56.5% من أصل المجموع الكلي للأسر، وكانت نسبة 29.7% من غير العائلات. تألفت نسبة 22.2% من أصل جميع الأسر من أفراد ونسبة 5.7% كانوا يعيش معهم شخص وحيد يبلغ من العمر 65 عاماً فما فوق. وبلغ متوسط حجم الأسرة المعيشية 3.10، أما متوسط حجم العائلات فبلغ 2.61.
بلغ العمر الوسطي للسكان 32 عاماً. وكانت نسبة 28.4% من القاطنين تحت سن الثامنة عشر، وكانت نسبة 9.4% بين الثامنة عشر والأربعة وعشرون عاماً، ونسبة 33.3% كانت واقعةً في الفئة العمرية ما بين الخامسة والعشرون حتى والأربعة وأربعون عاماً، ونسبة 19.7% كانت ما بين الخامسة والأربعون حتى الرابعة والستون، ونسبة 9.1% كانت ضمن فئة الخامسة والستون عاماً فما فوق. يوجد لكل 100 أنثى 98.3 ذكر، ويوجد لكل 100 أنثى في الثامنة عشر من عمرها فما فوق 96.4 ذكر.
بلغ متوسط دخل الأسرة في القرية 46,063 دولار، أما متوسط دخل العائلة فبلغ 52,398 دولار. وكان متوسط دخل الذكور 36,586 دولار مقابل 25,047 دولار للإناث. وسجل دخل الفرد الخاص بالقرية 20,148 دولار.

### تعداد عام 2010
بلغ عدد سكان وستون 14,868 نسمة بحسب تعداد عام 2010، وبلغ عدد الأسر 5,772 أسرة وعدد العائلات 3,928 عائلة مقيمة في القرية. في حين سجلت الكثافة السكانية 689.9 نسمة لكل ميل مربع (266.4/كم2). وبلغ عدد الوحدات السكنية 6,364 وحدة بمتوسط كثافة قدره 295.3 لكل ميل مربع (114.0/كم2).
وتوزع التركيب العرقي للقرية بنسبة 87.7% من البيض و 0.4% من الأمريكيين الأصليين و 8.7% من الأمريكيين ذوي الأصول الآسيوية و 0.8% من الأمريكيين الأفارقة و 1.6% من عرقين مختلطين أو أكثر.
بلغ عدد الأسر 5,772 أسرة كانت نسبة 36.5% منها لديها أطفال تحت سن الثامنة عشر تعيش معهم، وبلغت نسبة الأزواج القاطنين مع بعضهم البعض 51.2% من أصل المجموع الكلي للأسر، ونسبة 11.3% من الأسر كان لديها معيلات من الإناث دون وجود شريك، بينما كانت نسبة 5.5% من الأسر لديها معيلون من الذكور دون وجود شريكة وكانت نسبة 31.9% من غير العائلات. تألفت نسبة 25.1% من أصل جميع الأسر من أفراد ونسبة 7.9% كانوا يعيش معهم شخص وحيد يبلغ من العمر 65 عاماً فما فوق. وبلغ متوسط حجم الأسرة المعيشية 3.06، أما متوسط حجم العائلات فبلغ 2.54.
بلغ العمر الوسطي للسكان 35.6 عاماً. وكانت نسبة 27.4% من القاطنين تحت سن الثامنة عشر، وكانت نسبة 7.8% بين الثامنة عشر والأربعة وعشرون عاماً، ونسبة 28.4% كانت واقعةً في الفئة العمرية ما بين الخامسة والعشرون حتى والأربعة وأربعون عاماً، ونسبة 24.8% كانت ما بين الخامسة والأربعون حتى الرابعة والستون، ونسبة 11.5% كانت ضمن فئة الخامسة والستون عاماً فما فوق. وتوزع التركيب الجنسي للسكان بنسبة 49.5% ذكور و50.5% إناث.